# Бондарівка (Овруцька міська громада)
Бондарі́вка (раніше — Повчанська, Бондарівський, до 1960 року — Бондарі Другі) — село в Україні, в Овруцькій міській територіальній громаді Коростенського району Житомирської області. Кількість населення становить 227 осіб (2001).

## Населення
Відповідно до результатів перепису населення СРСР, кількість населення, станом на 12 січня 1989 року, становила 284 особи. Станом на 5 грудня 2001 року, відповідно до перепису населення України, кількість мешканців села становила 227 осіб.

## Історія
На 17 грудня 1926 року — хутір Повчанська Бондарівської сільської ради Овруцького району Коростенської округи. Станом на 1 вересня 1946 року — х. Бондарівський, на 4 грудня 1954 року — с. Бондарі Другі. 5 серпня 1960 року, відповідно до рішення Житомирського облвиконкому № 790 «Про уточнення назв і перейменування деяких населених пунктів в районах області», село перейменоване на сучасну назву — Бондарівка.
23 липня 1991 року, відповідно до постанови Кабінету Міністрів Української РСР № 106 «Про організацію виконання постанов Верховної Ради Української РСР…», село віднесене до зони гарантованого добровільного відселення (третя зона) внаслідок аварії на Чорнобильській АЕС.
13 квітня 2017 року село увійшло до складу новоствореної Овруцької міської територіальної громади Овруцького району Житомирської області. Від 19 липня 2020 року, разом з громадою, в складі новоствореного Коростенського району Житомирської області.

## Відомі люди
- Горячев Сергій Володимирович (1980—2016) — солдат ДПСУ, учасник російсько-української війни[6].